# Laurent Lefrançois
Pour les articles homonymes, voir Lefrançois.
Laurent Lefrançois, né en 1974 à Caen, est un compositeur français. 

## Biographie
Prix Claude Arrieu de la Sacem en 2016 et prix du public du concours international jeunes compositeurs de Boulogne en 2006 (avec Philippe Hersant comme président du jury), Laurent Lefrançois est diplômé de l’École normale de musique de Paris en orchestration et en composition dans la classe de Michel Merlet. Il a étudié l’harmonie et le contrepoint avec Stéphane Delplace et la composition et l’orchestration avec Guillaume Connesson.
Il a reçu des commandes du Festival Présences 2004 de Radio France pour l’ensemble Alternance, de ProQuartet CEMC en 2006 pour le Quatuor Modigliani et Lise Berthaud, d'Alla breve à Radio France, du Festival de Radio France et Montpellier en 2007 pour le pianiste Cyril Guillotin, du Festival Musique à l’Empéri à Salon-de-Provence en 2009 pour Ria Ideta et Paul Meyer, de l'orchestre du conservatoire de Douai en 2014 sous la direction de Frédéric Lodéon et de Musique nouvelle en liberté en 2016 pour le clarinettiste Paul Meyer et l'orchestre de Rouen. Laurent Lefrançois est Chevalier des Arts et Lettres promotion hiver 2024.
L’album monographique Balnéaire (label Evidence, 2014) de Laurent Lefrançois a fait l’objet de critiques très élogieuses de la part des magazines Gramophone et Diapason. L'album Crystal Palace est choix de France musique et 5 étoiles de Classica.

## Œuvres
- Sextuor mixte, commande de Radio France pour le Festival Présences 2004[4]
- Erinnerung, sextuor à cordes, commande de Proquartet CEMC[5]
- Padouk Phantasticus pour marimba et clarinette, commande du Festival de l’Emperi 2009[6],[7]
- Le nouveau Balnéaire pour orchestre 2012
- Concerto pour clarinette 2016[8]
- Siguirya pour flûte et piano 2017[9]
- Sample Bux 149 2017[10]
- concertino pour petite clarinette en Mib 2018[11]

## Discographie
- Balnéaire Chamber Music, monographie, label Evidence, 2014[12].
- Crystal Palace[13], monographie, label Indésens 2022.